# Knightriders
Knightriders (en España: Los Caballeros de la Moto en Uruguay: Caballeros de Acero) también conocida como George A. Romero's Knightriders, es una película dramática y de acción de 1981 escrita y dirigida por George A. Romero.
Protagonizada por Ed Harris, Gary Lahti, Tom Savini, Amy Ingersoll, Patricia Tallman y Ken Foree la película destaca por suponer un cambio de estilo para Romero hasta entonces reconocido por sus películas de terror.

## Sinopsis

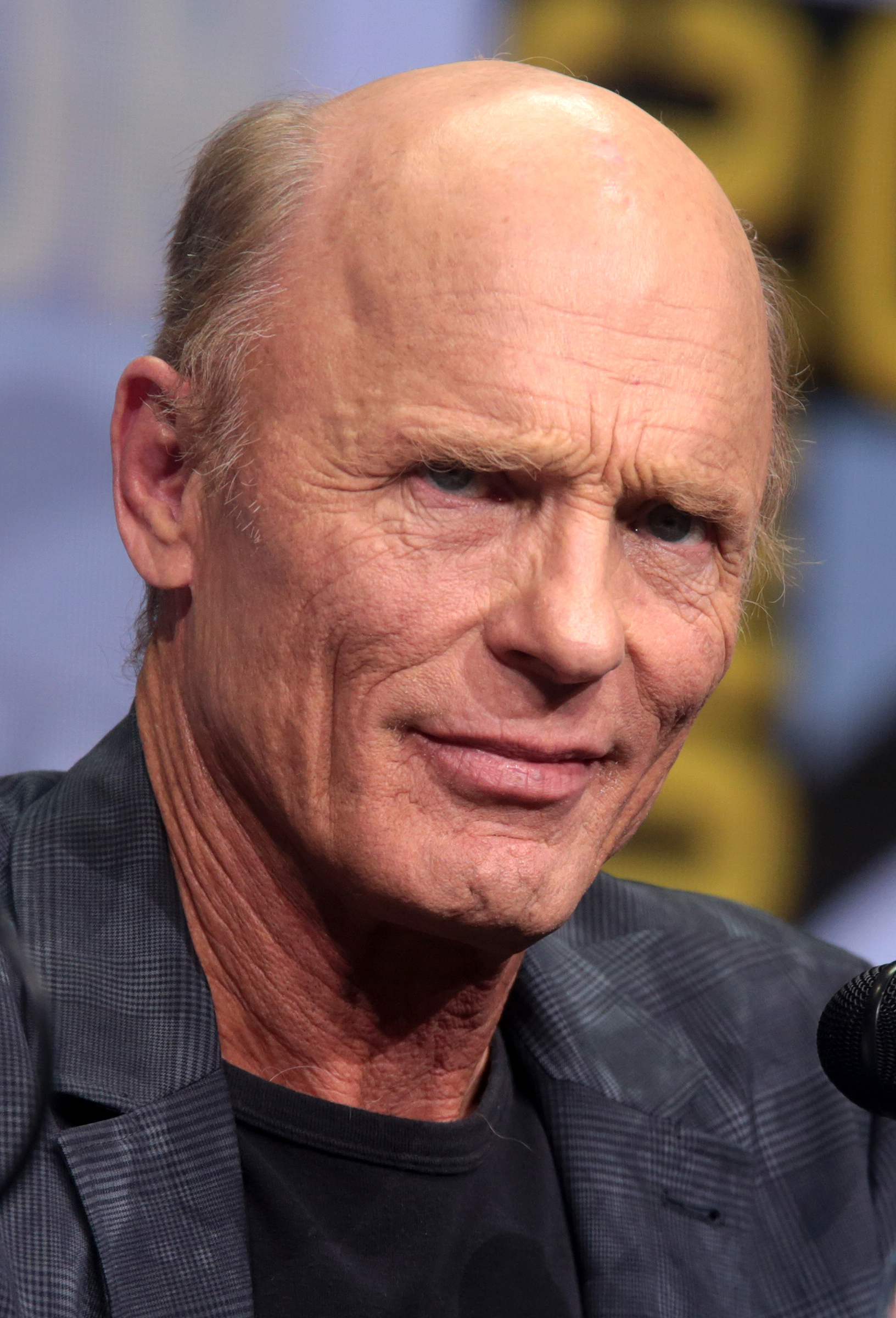
El actor Ed Harris

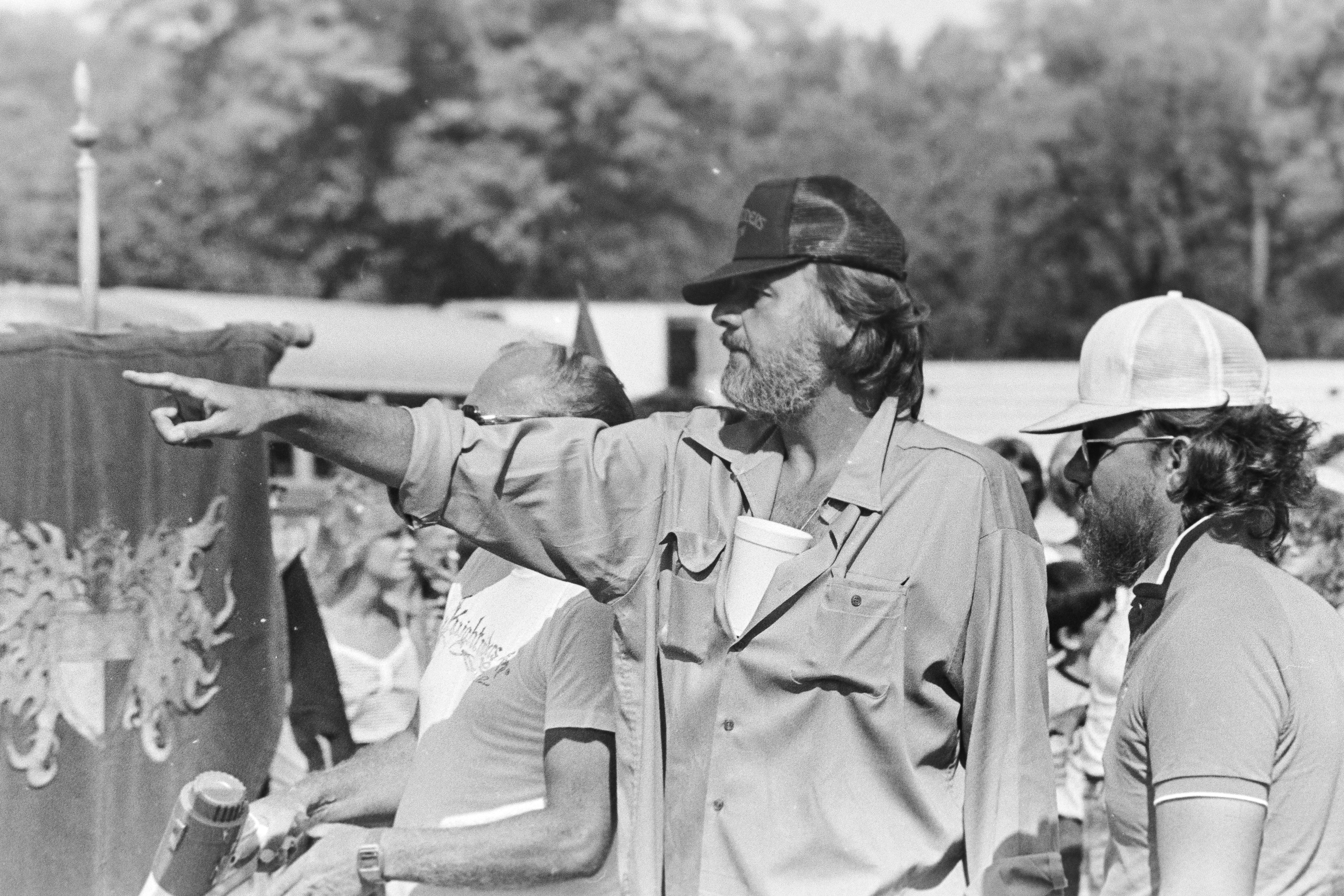
George A. Romero durante la dirección de Knightriders

Billy (Ed Harris) es el jefe de una tropa de motociclistas. "King William", como él mismo se hace llamar, trata de encabezar el grupo guiado por sus preceptos arturianos y ataviados con sus ropajes medievales característicos de la época. Sin embargo las presiones de la época moderna no concuerdan con sus ideales lo que empieza a causar desazón en el seno del grupo. Además deberán enfrentarse a otro "caballero oscuro", Morgan (Tom Savini), antítesis del grupo y de los ideales promovidos por Billy.

## Reparto
- Ed Harris - Billy
- Gary Lahti - Alan
- Tom Savini - Morgan
- Amy Ingersoll - Linet
- Patricia Tallman - Julie
- Brother Blue - Merlin
- Ken Foree - Little John
- Scott Reiniger - Marhalt
- Martin Ferrero - Bontempi
- Warner Shook - Pippin
- Randy Kovitz - Punch
- Harold Wayne Jones - Bors
- Albert Amerson - Indian
- Christine Forrest - Angie
- Cynthia Adler - Rocky
- John Hostetter - Tuck
- Amanda Davies - Sheila
- Michael P. Moran - Cook
- Don Berry - Bagman
- David Early - Bleoboris
- Bingo O'Malley - Sheriff Rilly
- Ronald Carrier - Hector
- Marty Schiff - Ban
- Ken Hixon - Steve
- Stephen King - El Hombre del Sandwich
- Anthony Dileo Jr. - Corncook
- John Amplas - Whiteface
- Tabitha King - La esposa del Hombre del Sandwich

## Recepción
La película obtiene valoraciones positivas en los portales y críticas de información cinematográfica. Sean Axmaer en su reseña para la web streamondemand.com la califica.

"Knightriders no es una fantasía. Es una película contemporánea que muestra las dificultades para mantener una alternativa idealista, con esos valores propios de los años 1960 que se hallan en la naturaleza humana, para los que Romero tiene una visión positiva frente al mundo material. Aunque los integrantes de esta banda tienen diferentes pareceres se hallan unidos por el sentido de pertenencia a una comunidad y por el compromiso por unos ideales."
Sean Axmaker (streamondemand) 

En IMDb la película obtiene una valoración de 6,3 sobre 10 con 4.180 valoraciones. En FilmAffinity obtiene una puntuación de 4,6 sobre 10 con 356 votos. En Rotten Tomatoes la cinta obtiene una calificación de "fresco" para el 77% de las 14 críticas profesionales y para el 62% de las 3.345 valoraciones realizadas por la audiencia.

"Esta película muestra que Romero tiene la capacidad de contar una buena historia fuera del ámbito de lo macabro... probablemente sea lo más cercano que Romero haya llegado a producir una película épica."
Brian McKay (eFilmCritic.com) 